# Niké

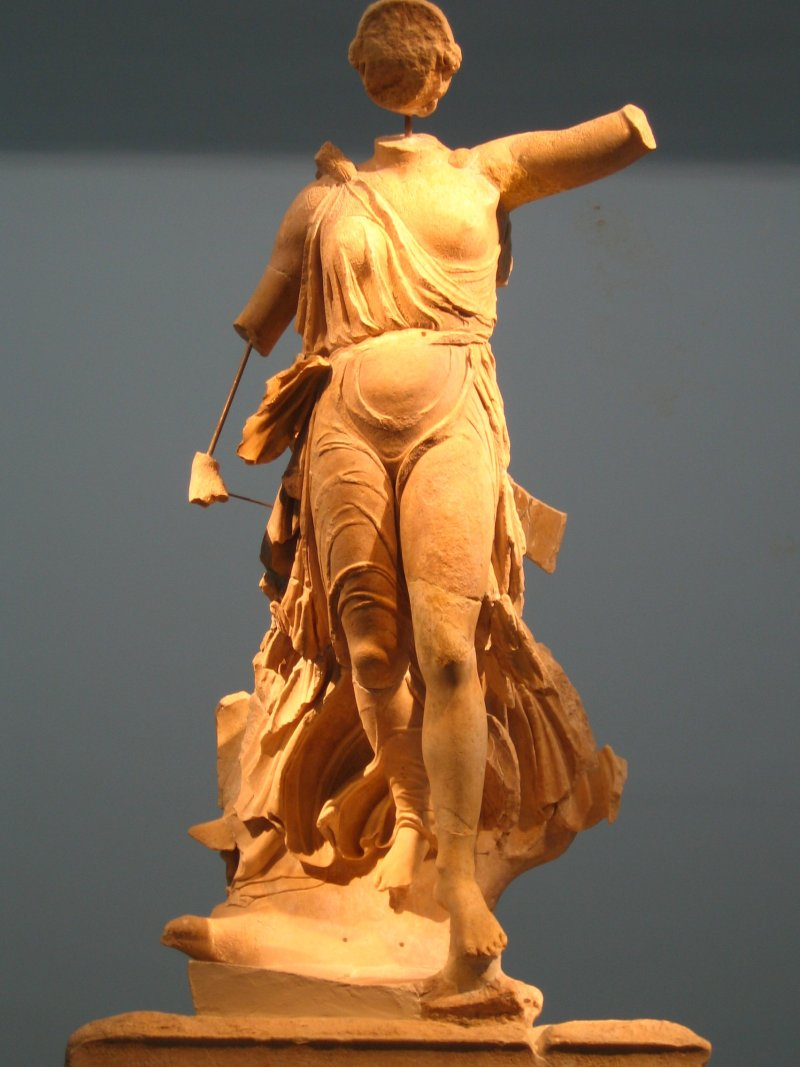
Niké szobra Olümpia, Görögország

Niké a görög mitológiában a győzelem istennője, mind a hadi, mind az atlétikai győzelemé. Nevének jelentése, a győzelem is ezt mutatja. A görögöknél a szobrászat kedvelt témája, gyakran szárnyas nőalakként ábrázolták, például a Szamothrákéi Niké. A római mitológiában Victoriával azonosították.

## Története
Pallasz titán és Sztüx lánya. Testvérei: Kratosz (hatalom), Bié (erő) és Zélosz (becsvágy, buzgalom). A mítosz szerint Sztüx apjával, Ókeanosszal és lányával, Nikével együtt csatlakozott Zeuszhoz, amikor az a világ uralmáért harcolt a titánokkal, és győzelemre segítette.  Niké Zeusz kocsihajtója lett.

## Ábrázolásai

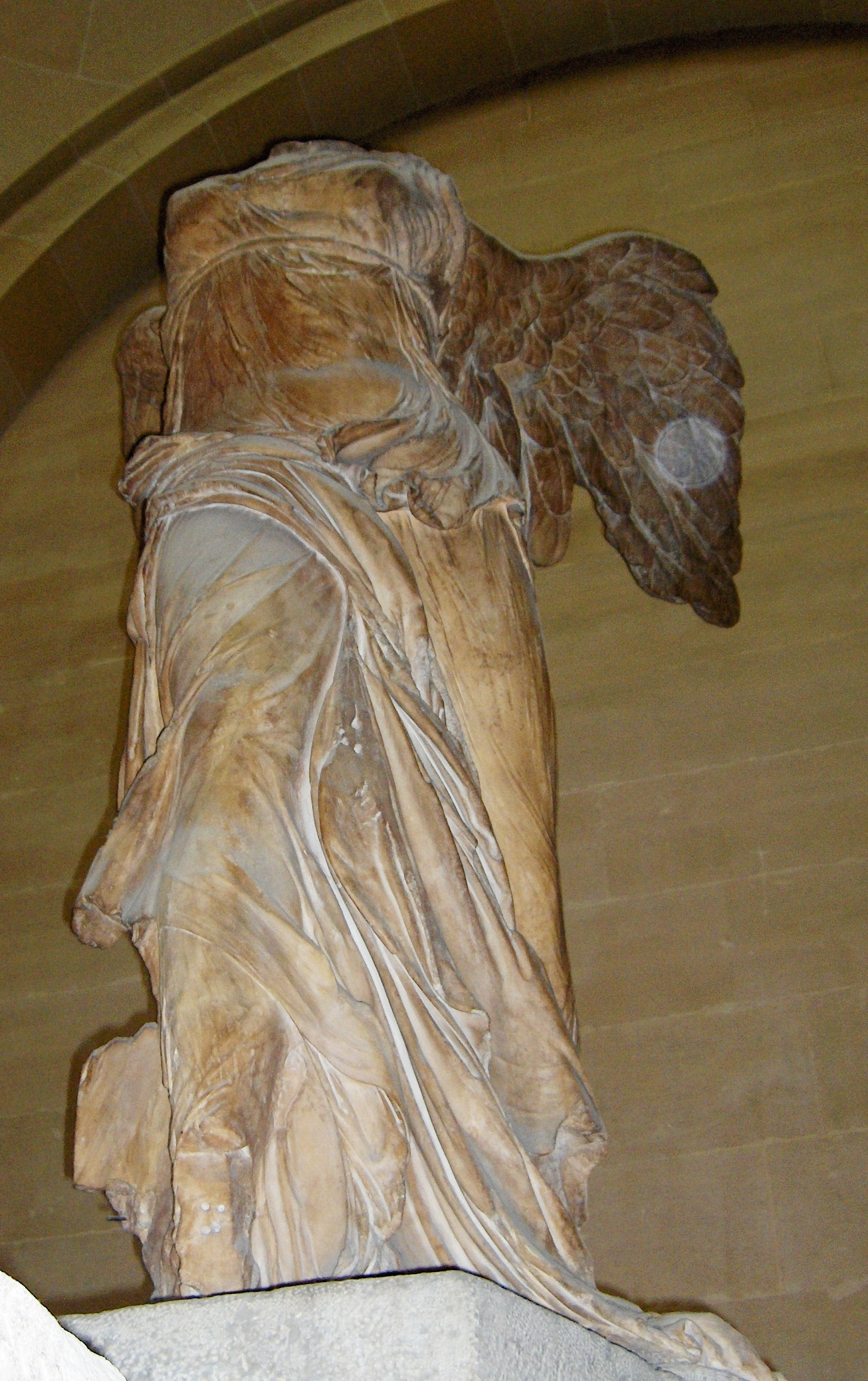
A szamothrakéi Niké a Louvre-ban, Párizsban. Egy győztes tengeri csata emlékére készült. Egy hajó orrán áll

Niké kultusza előtt a győzelmet a nagyobb istenségeknek, főleg Zeusznak és Athénének tulajdonították. Az ő kezükbe szárnyas női alakokat helyeztek, amelyek koszorút és pálmát nyújtottak előre. Aztán külön alakká vált, Niké istennővé. Külön istennőként gyakran például Athénban elhagyták a szárnyakat, Spártában pedig megkötözték, nehogy elillanjon.
Két leghíresebb torzója:
- Olimpiai Niké – Paiónosz eredeti alkotása, Kr. e. 420 körülről (a szoborra az 1875-ben folyt olümpiai ásatások során akadtak és ma is a helyi múzeum őrzi)
- Szamothrakéi Niké – feltehetően Püthokritosz alkotása a Kr. e. 2. század elejéről. A szobrot 1863-ban találták meg, Szamothraké szigetén, a Nagy Istenek szentélyében,  a szobrot a párizsi Louvre őrzi.

Ezenkívül további híres Niké ábrázolások:
- Bresciai Victoria egy görög szobor után készült római másolat. 1826-ban találták meg, a Bresciai múzeum  őrzi.
- Újkori ábrázolások közül érdemes a varsói hősök emlékművén található, Niké szobrot megemlíteni, ami 1964-ben készült.

## Templomai
Az athéni Niké templom (Szárnytalan Győzelem Temploma) – A Kr. e. 427-424-es években készült Kallikratész vezetésével, pentelikoni márványból, ión oszloprenddel. 1656-ban a törökök lerombolták, hogy ágyútámaszpontot építsenek a helyén. A romok az eredeti helyükön maradtak, amiből 1835 és 1837 között  újraépítették.
Niké egy ábrázolása megjelenik a Nyári Olimpiai játékok medálján. A 2004-es Nyári Olimpiai játékokon is megjelenik a Panathinaiko Stadionban. A Jules Rimet-kupa nyolcszögletű kupáját egy szárnyas alak (vagyis szintén Niké) tartja.